# Сай (Баткенская область)
Сай (кирг. Сай) — село в Баткенском районе Баткенской области Кыргызстана. Входит в состав Кыштутского айылного аймака.

## География
Село расположено в центральной части области, на берегах реки Кули-Зардар-Сай, на расстоянии приблизительно 33 километров (по прямой) к юго-востоку от города Баткена, административного центра области и района. Абсолютная высота — 1509 метров над уровнем моря.

## Население
Согласно оценочным данным Национального статистического комитета Кыргызской Республики, численность населения села на начало 2023 года составляла 2454 человека.
| год     | 2009 | 2014 | 2015 | 2020 | 2021 | 2023 |
| ------- | ---- | ---- | ---- | ---- | ---- | ---- |
| человек | 1765 | 1861 | 2001 | 2150 | 2342 | 2454 |